# Mulloidichthys dentatus

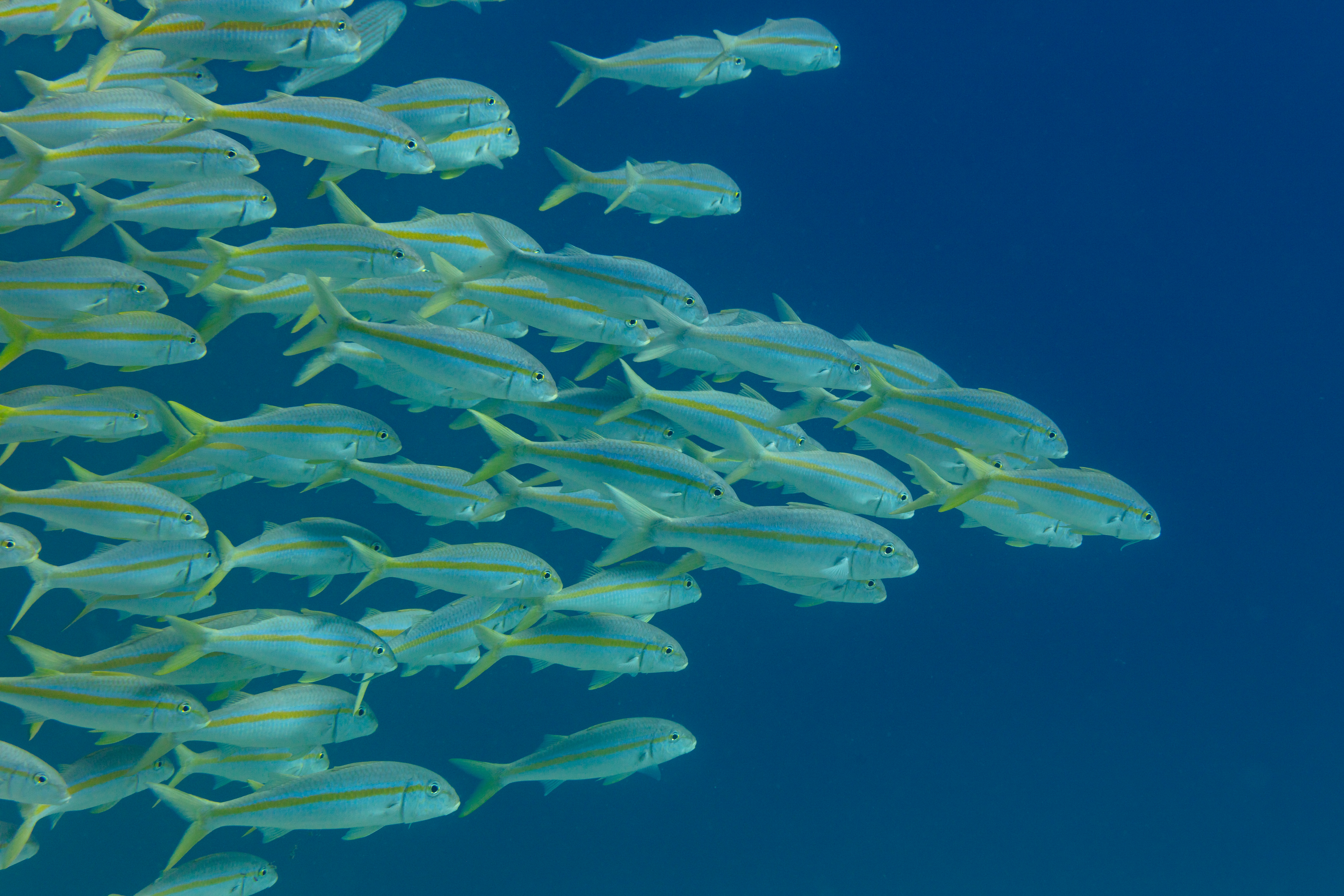
Grupo de Mulloidichthys dentatus en Baja California, México.

Mulloidichthys dentatus es una especie de peces de la familia Mullidae en el orden de los Perciformes.

## Morfología
• Los machos pueden llegar alcanzar los 31 cm de longitud total.

## Distribución geográfica
Se encuentra desde el sur de California (Estados Unidos) hasta el Perú, incluyendo las Islas Galápagos.